# Flávia Assis
Flávia Cristina Gonçalves de Assis est une joueuse brésilienne de volley-ball née le 7 septembre 1979 à Diadema (São Paulo). Elle mesure 1,83 m et joue au poste de centrale.

## Clubs
| Club                       | De        | À         |
| -------------------------- | --------- | --------- |
| Grêmio Mauaense            | 1993-1994 | 1993-1994 |
| Mauá São Caetano           | 1995-1996 | 2001-2002 |
| Rio de Janeiro Volêi Clube | 2002-2003 | 2002-2003 |
| EC Pinheiros               | 2003-2004 | 2003-2004 |
| Automóvel Clube Fluminense | 2004-2005 | 2004-2005 |
| AD Brusque                 | 2005-2006 | 2005-2006 |
| EC Pinheiros               | 2006-2007 | 2007-2008 |
| Mackenzie EC               | 2008-2009 | 2008-2009 |
| Sport Club do Recife       | 2009-2010 | 2009-2010 |
| Macaé Sports               | 2010-2011 | 2010-2011 |
| São Caetano EC             | 2011-2012 | 2011-2012 |
| VK Prostějov               | 2012-2013 | 2012-2013 |
| São Caetano                | 2013-2014 | 2013-2014 |
| Minerva Volley Pavia       | 2014-2015 | 2014-2015 |
| Terville FOC               | oct 2015  | déc 2015  |
| Cascavel Vôlei             | jan 2016  | mai 2016  |
| Clube Curitibano           | jan 2017  | mai 2017  |
| VK Královo Pole            | 2017-2018 | 2017-2018 |
| São Caetano Esporte Clube  | 2018-2019 | …         |

## Palmarès
- Championnat de République tchèque
  - Vainqueur : 2013.
- Coupe de République tchèque
  - Vainqueur : 2013.